# Anne-Sophie Canizares
Pas d'image ? Cliquez ici

a Compétitions nationales et continentales officielles uniquement.

b Matchs officiels uniquement.
Anne-Sophie Canizares, née le 29 mars 1975, est une joueuse internationale française de rugby à XV, de 1,53 m pour 64 kg, occupant le poste de talonneur au Montpellier RC.

## Biographie
Elle est animatrice sportive au Conseil départemental de l'Hérault.
Son père a joué talonneur à Guéret. Son frère aîné a joué centre ou ailier, à Guéret aussi et à Nantes. Son autre frère Marc-Antoine a joué lui, demi de mêlée, jusqu'en juniors.
Avant de se lancer dans le rugby à XV, elle a essayé et pratiqué danse, gymnastique, volley-ball. Lorsqu'elle est à Limoges en STAPS elle doit choisir pour une option entre football et rugby. Le professeur de rugby était Pierre Villepreux et elle choisit ce sport
Elle commence le rugby à Limoges rugby. Elle est au Montpellier RC à partir de la saison 2003-2004 et elle est sélectionnée en équipe de France à Murrayfield en 2004.
Elle fait partie de l'équipe de France disputant notamment la Coupe du monde 2006.

## Palmarès
- Sélectionnée en équipe de France
- Tournoi des Six Nations en 2004 et 2005 (deux Grand Chelem)